# 오우치 요시타카
오우치 요시타카(일본어: 大内義隆 おおうち よしたか[*])는 일본 센고쿠 시대의 무장, 슈고 다이묘이자 센고쿠 다이묘이다.  스오의 재청관인 출신으로 센고쿠 다이묘로 발돋움한 스오 오우치가의 제16대 당주이다.
오우치 제15대 당주였던 오우치 요시오키(大内義興)의 적남으로 어머니(요시오키의 정실)는 나이토 히로요리(内藤弘矩)의 딸이다. 스오(周防) ・ 나가토(長門) ・ 이와미(石見) ・ 아키(安芸) ・ 부젠(豊前) ・ 지쿠젠(筑前)의 슈고(守護)를 맡았다. 관위는 종2위(従二位) 병부경(兵部卿) 겸 다자이노다이니(大宰大弐) 겸 시종(侍従)이다.
요시타카의 시대 오우치는 영토상으로 전성기를 맞이하였고, 문화면에서도 오우치 문화라 불리는 전성기였으나, 그의 문치(文治) 정치에 불만을 품은 가신 스에 다카후사(陶隆房)의 모반으로 요시타카와 그 일족은 자결하였다.

## 생애

### 유년기에서 소년 시절까지
에이쇼 4년(1507년) 음력 11월 15일 스오, 나가토의 태수(太守) 오우치 씨 제15대 당주 오우치 요시오키의 적자로 오우치 씨 저택(大内氏館)에서 태어났다. 어머니는 요시오키의 정실로, 오우치가 다스리던 지역 가운데 하나인 나가토의 슈고다이(슈고 대리) 나이토 히로요리의 딸이다.
아명은 기도마루(亀童丸, きどうまる)라 하였는데, 이는 아버지 또는 할아버지 마사히로(政弘) 등 오우치 역대 당주들이 사용해 온 이름이기도 했다. 요시타카는 어려서부터 적자의 지위를 명확히 굳히고, 동시에 오우치 집안에서 역대로 대물림되다시피 했던 가독 상속 과정에서 발생하는 내분을 예방하기 위해서 그렇게 명명된 것이기도 했다.
요시타카는 어렸을 때는 유모나 많은 여자들에게 둘러싸여 성장했고, 소년 시절에는 스케도노 님(介殿様)라고 불렸는데, 이는 스오노스케(周防介)의 약칭으로 오우치 당주의 지위로 세습되어 온 것이었고 요시타카가 적자로서 취급되었다는 증좌이기도 했다. 한편 요시타카가 스오노스케가 된 해는 명확하지 않지만, 에이쇼 17년(1520년) 시점에서는 요시타카가 스케도노 님으로 기록되고 있어서(『高嶺太神宮伝記』) 이 무렵에 스오노스케로 서임되지 않았나 여겨지고 있다. 한편 이 시기를 전후하여 쇼군(将軍) ・ 아시카가 요시타네(足利義稙)로부터 이름자 한 글자를 받아 원복(元服)을 행하고 요시타카(義隆)라 이름하였다.

### 가독 상속
원복을 행한 뒤인 다이에이(大永) 2년(1522년)과 4년(1524년)에 아버지 요시오키를 따라 아키로 출진하였다. 이때에는 5월에 별동대를 거느리고 이와쿠니 요코지(岩国永興寺)로 해서 6월에 이쓰쿠시마(厳島)로 들어가, 7월에 스에 오키후사(陶興房)와 함께 아키 다케다 씨(安芸武田氏)의 사토카나 산성(佐東銀山城)을 공격한다. 그러나 8월 아마고 측으로부터 원군으로 온 모리 모토나리(毛利元就)에게 패해 퇴각한다. 그리고, 산인(山陰)의 아마고씨와도 교전한다.
이 무렵에 교토의 구교(公卿)인 마데노코지 히데후사(万里小路秀房)의 딸 사다코(貞子)를 정실로 맞이하였다. 이러한 와중에 다이에이 3년(1523년)에 닝보의 난(寧波の乱)이 발발하고, 이후 오우치 씨는 동중국해의 무역을 독점하게 된다.
교로쿠(享禄) 원년(1528년) 12월 아버지가 사망하면서 요시타카는 22세로 오우치의 가독을 상속받았다. 오우치 집안에서는 가독 상속을 즈음해서 일족 가신들 사이에 내홍이 일어나는 것이 거의 상례나 다름없었지만, 요시타카가 가독을 상속받을 때에는 그러한 내홍은 일어나지 않았다. 이는 요시타카의 동생인 히로오키(弘興)가 요절하여 요시타카 외에 다른 가독을 다툴 만한 친족이 없기도 했고, 더불어 중신인 스에 오키후사의 보조가 크게 한몫하였기 때문이다.
교로쿠 2년(1529년) 12월 23일, 교토의 조정으로부터 종5위상 관위를 받았다. 이듬해 교로쿠 3년(1530년) 10월 9일에는 아버지나 할아버지와 같은 사쿄노다이후(左京大夫)로 임명되었다.

### 세력 확대
교로쿠 3년(1530년)부터 요시타카는 규슈로 출진하였다. 기타큐슈의 패권을 놓고, 분고(豊後)의 오토모 씨(大友氏)와 지쿠젠(筑前)의 쇼니 씨(少弐氏)와 대립한다. 그리고, 가신 스기 오키쓰라(杉興運), 스에 오키후사에게 군을 맡겨 쇼니 씨를 공격한다. 그리고, 전통적인 일본의 수군(해적) 세력인 히젠(肥前)의 마쓰라 씨(松浦氏)를 복속시킨다. 나아가 기타규슈 연안을 평정해 대중국 · 대조선 무역의 이권을 장악한다. 그러나, 스기 오키쓰라에게 명하여 행했던 쇼니 씨 공격은 쇼니의 중신 류조지 이에카네(龍造寺家兼)의 반격을 받아 크게 패하고 실패로 끝난다.(다테나와테 전투)
덴분 원년(1532년) 오토모 씨가 쇼니 씨와 결탁해 침공해 오자, 조후(長府, 야마구치현 시모노세키시)에서 진을 친다. 기타큐슈 공략의 대의명분을 얻기 위해 요시타카는 교토의 조정에 자신에게 다자이노다이니(大宰大弐) 관직을 제수해 줄 것을 요청하였으나, 실패한다.
덴분 3년(1534년) 류조지 이에카네와 비밀리에 결탁해 쇼니 씨로부터 이반시키고, 쇼니 씨 세력의 약화를 도모한다. 그리고 스에 오키후사에게 명하여 오토모 씨의 본거지인 분고를 공략하게 하였으나 실패하였다(세이바카하루 전투). 한편으로 요시타카는 기타히젠(北肥前)의 규슈 단다이(九州探題) ・ 시부카와 요시나가(渋川義長)를 쳐서 시부카와 씨를 멸망으로 몰아갔다.
그 해 고나라 천황(後奈良天皇)의 즉위에 맞춰 요시타카는 교토 조정에 전(錢) 2천 관(貫)을 기부하고 다음해 자신에게 다자이노다이니 관직에 임관될 수 있도록 해 줄 것을 요청하였다. 고나라 천황은 일단 윤허하는가 싶다가 하루 만에 취소하였다고 한다.
덴분 5년(1536년)에 요시타카는 마침내 조정으로부터 다자이노다이니에 임관되는데 성공했다. 기타큐슈 공략의 대의명분을 얻은 요시타카는 9월에 류조지 씨와 함께 히젠 다쿠 성(多久城)에서 쇼니 스케모토를 공격, 쇼니 씨를 멸문시키고 기타규슈 평정을 대부분 달성하였다. 이때, 류조지 본가 당주인 류조지 다네미쓰(龍造寺胤栄)를 히젠의 슈고다이로 임명한다.
덴분 6년(1537년) 무로마치 막부 12대 쇼군 아시카가 요시하루(足利義晴)로부터 교토로 와서 막부 정치에 참가해 달라는 요청을 받고 상경을 시도하지만, 산인을 통일하고 남하해 오는 아마고 씨에 저지되고, 더욱이 령국 경영에 전념하기 위해 상경은 다음으로 미루었다.
덴분 7년(1538년) 쇼군 ・ 요시하루의 중개로 요시타카는 자신의 숙적이었던 오토모 요시아키(大友義鑑)와 화친한다.
덴분 8년(1539년) 아버지 대부터 오우치를 보좌해 왔던 스에 오키후사가 병으로 사망하였다.
덴분 9년(1540년) 아마고 쓰네히사(尼子経久)의 손자 ・ 아키히사(詮久, 훗날의 하루히사晴久)가 아키로 침공하였고, 오우치에 종속되어 있던 모리 모토나리의 거성(居城) 요시다코오리 산성(吉田郡山城)에서 충돌한다(요시다코오리 산성 전투). 요시타카는 오키후사의 아들인 다카후사(훗날의 스에 하루카타)를 총대장으로 하는 원군을 보내 아마고 군을 격파한다.
이후 아마고 씨에 대한 공세를 거듭하여 덴분 10년(1541년) 아마고 편에 서 있던 다케다 노부자네(武田信実) ・ 노부시게(信重) 등 아키 다케다씨(安芸武田氏)와 도모다 오키후지(友田興藤) 등 도모다 씨(友田氏)를 멸문시키고 아키를 완전히 오우치 세력 아래에 두게 된다.

### 문치 체제
덴분 10년(1541년) 11월, 아마고 쓰네히사가 사망하고 이듬해인 덴분 11년(1542년) 1월에 요시타카 자신이 직접 군사를 이끌고 이즈모 국(出雲国)으로 원정하여 아마고 씨의 거성인 갓산도다 성(月山富田城)을 포위 공격하였으나, 지배하 고쿠진(国人) 영주들의 배신으로 하루히사에게 대패하였다(갓산도다 성 전투). 이 패전으로 총애하던 양자 오우치 하루모치를 잃고 영토며 정치에 대한 관심을 잃게 된 요시타카는 이후 문치파 사가라 다케토(相良武任) 등을 중용하게 되었다. 때문에 무단파 스에 다카후사(陶隆房)나 나이토 오키모리(内藤興盛) 등과 대립하게 된다.
덴분 16년(1547년) 덴류지의 승려 사쿠겐 슈료(策彦周良)를 견명사로 임명해 명나라로 파견하였다. 이것이 마지막 견명선이었다. 조선에도 승려 계유서당(稽囿西堂)을 보냈다.
덴분 17년(1548년) 류조지 다네노부(龍造寺胤信)와 동맹을 맺었다. 다네노부는 요시타카로부터 그의 이름자 한 글자를 받아서 다카노부(隆信)로 이름하였다. 다카노부는 오우치의 힘을 배경으로 가독 상속에 불만을 품었던 가신들을 찍어 누를 수 있었다.
덴분 19년(1550년) 야마구치에 예수회 선교사 프란치스코 하비에르가 도착했다. 처음에 오랜 여정으로 꼬질꼬질한 차림이 된 하비에르는 면담하러 오라는 요시타카의 명령에 추레한 차림 그대로 뭔가 요시타카를 위한 아무런 선물도 하나 가진 것 없이 빈손으로 요시타카를 만나러 왔고, 요시타카를 만난 자리에서도 요시타카의 '방탕함'이나 당시 일본의 종교였던 불교에 대해 다이묘가 나서서 보호하는 잘못된 것이라거나, 당시 다이묘들 사이에서 일반적이었던 남색(男色) 등을 요시타카 면전에서 비난을 늘어놓는 등 예의를 크게 잃은 모습을 보여, 요시타카는 그에게 불쾌함을 느끼고 기독교 전도 허가를 주지 않았다. 이에 하비에르는 기나이(畿内) 지역을 떠돌게 되었다. 같은 해 스에나 나이토 등이 모반을 일으킬 것이라는 정보가 퍼져, 요시타카는 일시 오우치군을 거느리고 저택에서 농성을 벌일 준비를 하였다고 한다. 이때의 반란 소식은 단순한 뜬소문으로 그쳤고, 측근인 레이제이 다카토요(冷泉隆豊)가 무단파에 대한 토벌을 진언하였으나, 요시타카는 이를 받아들이지 않았다.
덴분 20년(1551년) 4월 하순에 요시타카는 다시 프란치스코 하비에르를 면담하게 되었다. 하비에르는 기나이를 떠돌면서 배운 경험으로 처음 일본에 왔을 때와는 달리 귀인(貴人)을 만나 뵐 때에는 외관이 중시된다는 점을 깨닫고, 요시타카와의 두 번째 면담에서 수려한 복장을 갖추고 나아가 진기한 문물들을 바쳤다. 이때 하비에르가 요시타카에게 바친 물품은 본래는 교토의 천황에게 봉정할 계획이었던 포르투갈의 인도 총독과 고아 사교(司教)의 친서 외에 망원경 ・ 양금(洋琴) ・ 치시계(置時計) ・ 유리 물주전자 ・ 거울 ・ 안경 ・ 책 ・ 그림 ・ 소총 등이었다고 한다. 하비에르의 전략은 주효하여 그와의 두 번째 면담에서 흡족해한 요시타카는 마침내 하비에르에게 기독교 전도를 허락했고, 그 거점으로 당시 폐찰되어 있던 빈 절간 다이도지(大道寺)를 받게 된다. 이것이 예수회의 일본 기독교 전도의 시작이었다.

### 야마구치 천도 계획과 다이네이지의 변

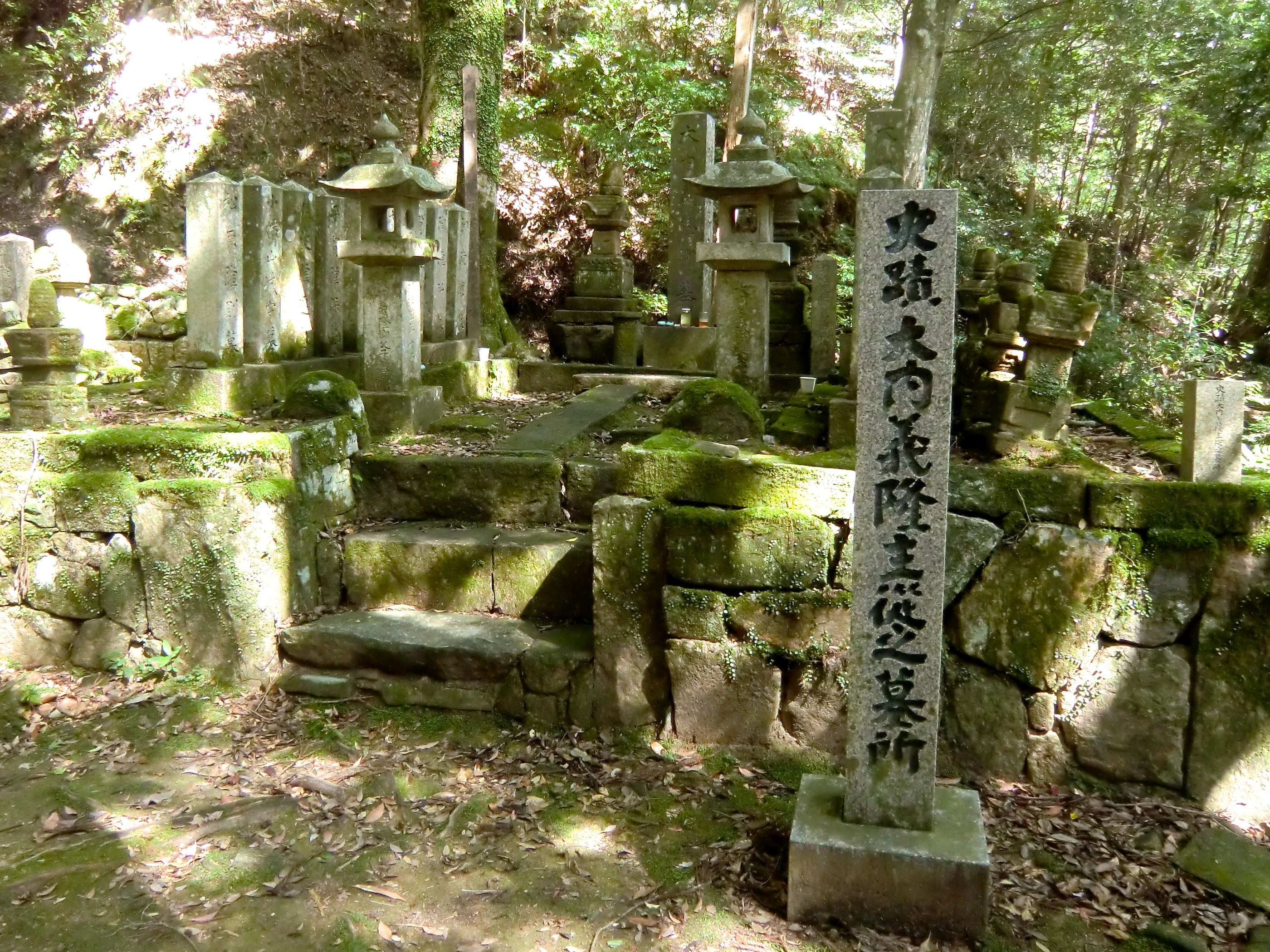
다이네이지 경내에 있는 오우치 요시타카의 묘소. 다이네이지는 나가토 시에 소재하고 있다.

무단파와의 관계가 악화되는 가운데 요시타카는 야마구치 천도 계획을 세웠으나 덴분 20년(1551년) 8월 말에 요시타카와 험악한 관계가 되어 있던 무단파 스에 다카후사 등(스오 국의 슈고다이)이 「교토의 상의」(京都の上意)를 받았다는 명분으로 모반을 일으켰다. 중신 나이토 오키모리(内藤興盛, 나가토 국 슈고다이)도 이를 묵인하여 요시타카를 구원하지 않았다.
요시타카는 친척인 쓰와노(津和野)의 요시미 마사요리(吉見正頼)에게 의지하고자 하였으나 폭풍우 때문에 움직일 수가 없어 나가토 후카가와(深川)의 사찰 다이네이지(大寧寺)로 가서 그곳에서 농성한다. 요시타카를 끝까지 따랐던 오우치 일문의 중신 레이제이 다카토요가 분전하여 몇 차례 승리하기도 하였으나, 이미 수적으로 요시타카가 불리한 상황이었다. 요시타카는 더는 이 상황을 타개할 가망이 없음을 깨닫고, 9월 1일 10시경 자결하였다. 가이샤쿠(介錯)를 맡은 것은 레이제이 다카토요였다. 향년 45세였다.
오우치 요시타카가 죽기 직전에 읊은 구절은 「공격을 하는 자, 공격을 당하는 자, 어느 누구나 모두 하나이니, 여로역여전 응작여시관(如露亦如電 応作如是観)이라」(討つ者も 討たるる者も 諸（もろ）ともに 如露亦如電（にょろやくにょでん） 応作如是観（おうさにょぜかん）)라고 전한다.
요시타카의 친아들 요시타카(義尊)도 9월 2일에 스에 군에게 체포되어 살해되었다. 요시타카 부자의 죽음으로 스오 오우치 집안은 사실상 멸망하였다. 또한 이때 스오에 머무르고 있던 산조 긴요리(三条公頼)나 니조 다다후사(二条尹房)를 비롯한 많은 구게(公家)들도 이 모반에 휘말려 목숨을 잃었다(산조 긴요리는 가이 국의 센고쿠 다이묘 다케다 신겐의 정실 산조 부인의 아버지로 신겐의 장인이다).
요시타카는 오우치 집안이나 영지 백성들의 동향을 파악하지 못했고、교토의 구교와 같은 생활을 지향하며 중앙 지향적인 자세를 관철했으므로 스오의 국정을 무시하고 임시 과세를 늘린 것이 비극으로 이어졌다는 시각도 있다. 또한 요시타카의 죽음으로 명나라나 조선과의 무역도 단절되었다.

## 인물 · 일화

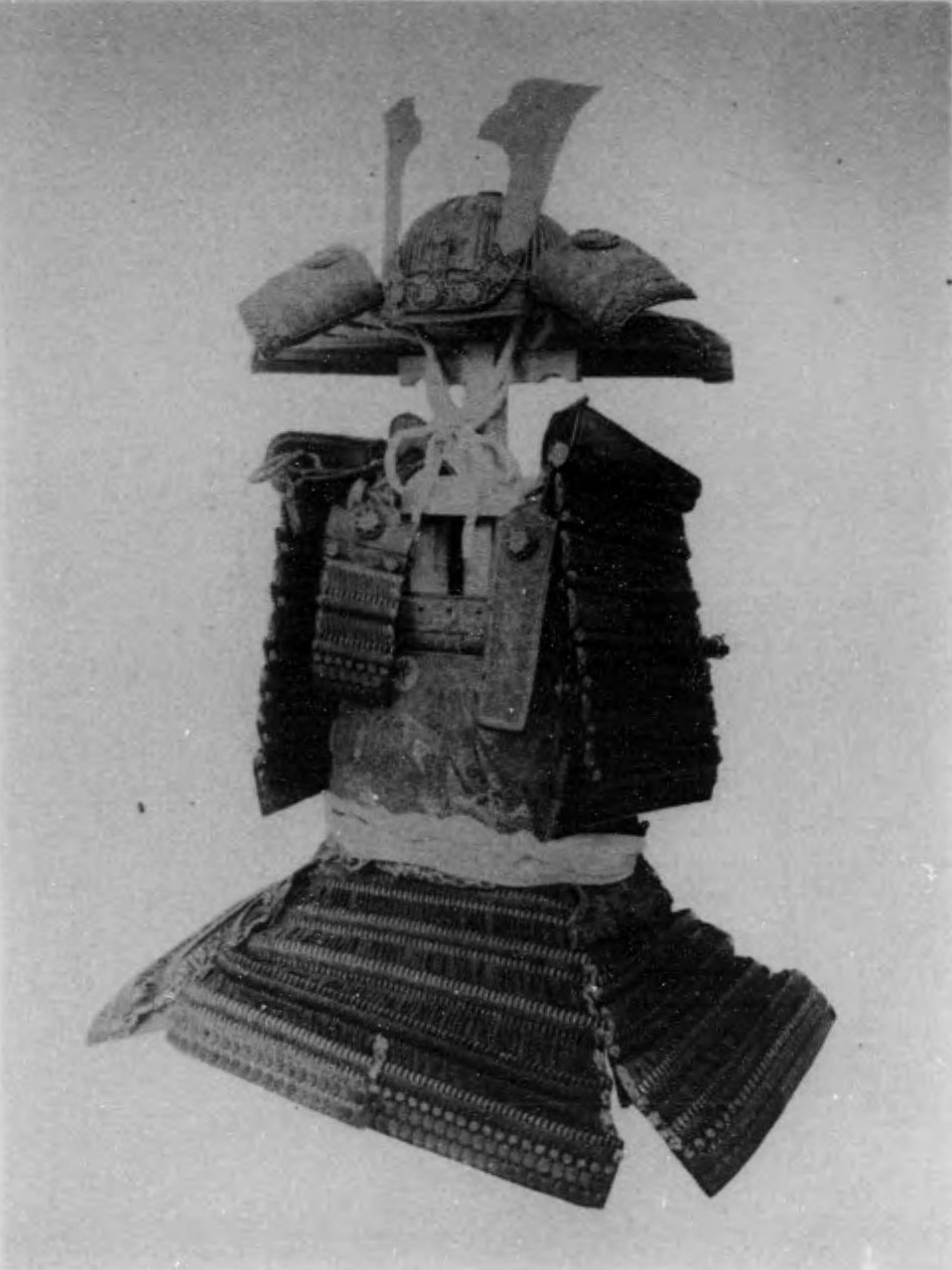
남위견적위갑주(藍韋肩赤威甲冑). 일본의 중요문화재로 덴분 11년(1542년) 5월 20일에 오우치 요시타카가 이쓰쿠시마 신사(厳島神社)에 봉납한 오오요로이(大鎧)이다.

### 가독 상속
- 오우치씨는 가독 상속으로 몇 번의 내란이 발생했지만, 요시타카가 상속 받을 때는 예외였다. 아버지 요시오키의 힘도 있었지만, 오우치가 역대로 보면, 요시타카의 정권 초기가 가장 안정적이었다(그가 자력으로 상속투쟁을 하지 않았기 때문에 말년에 문약해진 원인이 되지 않았느냐는 견해도 있다).

### 정치 · 문화면에서의
- 요시타카는 문화적 관심이 많아, 문치주의적 센고쿠 다이묘로 알려져있다. 산조니시 사네타카(三条西実隆) 등의 문화인과 교류하고, 와카(和歌)와 렌카(連歌), 문예 등 교토풍 구게 문화에 관심이 많았다. 또, 교토 조정에 돈을 바쳐가며 관직을 얻고자 했고, 소쿠타이(관복) 차림으로 우차를 타고 다니는 등 귀족적 취미를 가진 인물이었다고 전해진다. 학문에서도 고서를 좋아했던 것이나 화압(花押)의 형식 등을 보아도 복고주의적 성격을 가진 인물이라 사료되고 있다. 그러나 오우치 집안 역대 당주들은 대대로 그러한 경향이 강해 딱히 요시타카의 문제점이라고만 할 수는 없으며, 이 무렵 야마구치는 서쪽의 교토(西の京)라 불릴 만큼 번영기를 맞이하고 있었다.
- 정책에 있어서도 보수적으로 사치금지령과 지세 징수에 관한 법령을 반포하였다. 사찰과 신사의 부흥을 위해 많은 기부를 했으며, 다자이노다이니로 임명된 뒤에는 다자이후다이니로서 자신이 내리는 명령을 다이후센(大府宣)[d]이라 부르기도 했다. 나아가 요시타카와 가신단의 관위도 다른 센고쿠 다이묘들처럼 멋대로 자칭한 것이 아니라 제대로 교토 조정에 주청해 받은 실제 관위였다.[8] 이와 같이 복고적인 정치형태를 많이 찾아 볼 수 있다.
- 명나라, 조선과 무역해 왔고, 더 나아가 오우치씨는 간레이 가문인 호소카와 씨(細川氏)와 싸워 대명무역(감합무역)을 독점한다. 조선으로부터는 대장경 등 서적을 수입하여 독자적으로 오우치판(大内版)으로 다시 출판한다. 또한 요시타카는 야마구치의 시가를 교토풍의 조방제 도시로 정비하고, 성곽을 쌓지 않고 오우치 관을 거소로 사용하였다. 기독교 선교사로 일본에 온 예수회의 프란치스코 하비에르를 초청하여 야마구치에서의 기독교 전도를 허락하는 등 개명적인 인물이기도 하였다.
- 생전 주변 구니의 무사들에게 경외의 대상이었는데, 하코자키 궁(箱崎宮)을 재건한다거나 이쓰쿠시마 신사(厳島神社), 우사 신궁(宇佐神宮) 등 많은 신사들을 극진히 보호하여 스님들의 평판이 높았고 문화인, 구게들로부터도  「말세의 도인」(末世の道者)이라는 칭송을 받았다.
- 당시 하카타(博多)의 기온 야마가사(祇園山笠)의 가키야마(舁き山)는 12개였는데 요시타카가 야마구치의 기온회(祇園会)로 여섯 개를 나누어 가져가면서 하카타 기온 야마가사의 가키야마가 6개가 되었다.[14]
- 조선 중종 37년에 해당하는 덴분(天文) 11년(1542년)에 조선의 김안국(金安國)에게 서신을 보내어 주자가 주석한 《오경신주》(五經新註)와 각루기(刻漏器)를 구하였고, 김안국은 당시 조선에서 사용하는 경전의 주석서는 정전(程傳)의 《주역》, 호전(胡傳)의 《춘추》, 채전(蔡傳)의 《서경》, 주전(朱傳)의 《시경》, 정주(鄭註)의 《예기》이며, 조선에서 통용되는 경전들은 모두 여기에서 벗어나지 않고 새로 주석한 것은 없다고 회답하였다고 한다(《이칭일본전》). 마쓰시타 겐린은 오우치 요시타카가 요청한 신주란 영락(永樂) 13년(1415년)에 명의 영락제가 편찬하게 한 《오경대전주》(五經大全註)를 가리키는데 조선에는 이 책이 들어오지 않아서 김안국이 이렇게 대답한 것이고, 이후 명의 배가 이 책을 싣고 일본으로 왔지만 오우치 요시타카는 이를 보지 못했다고 설명하고 있다.

### 스에 다카후사 및 무단파와의 대립
- 요시타카가 일문 내에서 가신들의 신임을 잃게 된 결정적인 계기는 무단파인 스에 다카후사가 강력히 밀어붙인 아마고 공격이었고, 그 전투에서 패한 것도 한 원인으로 여겨지고 있다.
- 다카후사와 대립한 원인은 문치, 무단파의 대립외에 스에씨가 이전에 횡령한 도다이지의 옛 영지를 반환하도록 요시타카가 명령했기 때문이라 생각된다. 이 점에서도 요시타카의 복고적인 면모를 엿볼 수 있다.
- 오우치 씨는 후다이 가신이 영지를 다스리고 이를 토대로 여러 영지를 다스리는 일종의 연방제 국가였다. 이 때문에 그들과 긴밀한 신뢰관계를 가지지 않는다면, 상당히 위험해질 수 있었다.
- 적남이 사망한 뒤에는 문약한 경향에 빠졌다고 보는 견해가 다수이지만 실제로는 문치파를 형성하여 다이묘 자신과 근신(近臣)들로 구성된 가신단에 의한 다이묘 권력의 강화를 도모한 것이었다. 때문에 정치적 권력은 강화되었지만 군사적인 면에서는 슈고다이나 호족들에게 일임하였기 때문에 도리어 슈고다이의 독자성을 강화시키는 꼴이 되어 버렸다. 다만 한편으로 보면 조세 징수 등의 행정 권한의 대부분을 야마구치에 있던 부교닌(奉行人)이나 그들이 파견한 군다이(郡代, 문치파를 구성하고 있던 사람들)에게 장악되고, 군사 활동이 저조해지면서 군사적 권한을 배경으로 하던 슈고다이들의 오우치 가문 내의 발언력이 상실되고, 이로 인해 스에 다카후사 등 슈고다이가 오히려 궁지에 몰렸다는 견해도 있다.

### 개인사
- 어린 시절의 일화로 아이들이 돈을 장난감으로 가지고 놀고 있는 것을 보고 요시타카는 자신도 동전을 갖고 놀고 싶다고 호위 스기 시게노리(杉重矩)에게 말했는데, 시게노리는 「주군이 되실 분께서 동전 같은 더러운 것을 보시는 것은 두렵습니다」(主君となるべき人が、銭のような汚らわしい物を見るのは恐れ多い)라며 동전을 황금 고카이(笄)로 꿰어서 고카이째로 동전을 오물 속에 던져 넣었고, 이를 요시타카에게 보여주어 돈이라는 것을 무사는 천하게 여겨야 하는 것임을 인식시켜 주었다고 한다(『武者物語』).
- 요시타카는 주도(衆道)를 좋아하여 예수회 선교사 프란치스코 하비에르가 기독교의 입장에서 남색을 비난하는 발언을 하자 격노해서 하비에르를 내쫓아 버렸다는 일화도 있다(센고쿠 시대 일본의 무장들 사이에서 주도 즉 동성애는 일반적인 것이었다).
- 요시타카가 스에 다카후사를 총애했을 때는 말을 타고 다섯 시간을 걸려서 만나러 갔다고 하며, 다카후사가 깊이 잠들어 있었기 때문에 와카를 남기고 돌아왔다는 이야기가 있다.
- 『음덕태평기』(陰徳太平記) 등에는 「又四郎隆景は、容姿甚だ美なりしかば、義隆卿 男色の寵愛浅からずして」라는 한 문장으로 고바야카와 다카카게(小早川隆景)가 요시타카와 주도 관계에 있었다고 기록되어 있는데, 이 책은 역사서가 아닌 문학으로써의 측면이 강하여 신용할 만한 자료라고는 할 수 없다. 또한 다카카게 ・ 스에 다카후사 외에도 세이노시로(清ノ四郎), 야스토미 겐나이(安富源内) 등이 요시타카의 총애를 받았던 인물이라고 전하고 있다.

## 가계
- 부 : 오우치 요시오키 -  센고쿠 시대 전기의 천하인이라 불린 인물이다.
- 모 : 히가시무키도노 -  나이토 히로요리의 딸.
- 정실 : 나이다이진(內大臣) 마데노코지 히데후사의 딸.
- 후실 : 오사이 (관무가문(官務家)인 오쓰키씨)
- 측실 : 나이토 오키모리의 딸.
  - 요시타카(義尊)
  - 도이다 기카쿠마루
- 양자
  - 오우치 하루모치
  - 오우치 요시나가

### 설명
1. ↑  「요시」(義)라는 글자는 아버지와 마찬가지로 아시카가 장군가의 돌림자를 하사받은 것으로 양자인 오우치 하루모치나 요시나가(하루히데)도 마찬가지로 쇼군으로로부터 그 이름자 한 글자를 받았다.
2. ↑  이 무렵 교토 조정은 전국적인 전란으로 인해 교토가 황폐해진 가운데 천황의 즉위식도 제대로 치르지 못할 정도로 빈궁의 극을 달리고 있었다. 고나라 천황도 천황으로 즉위하고 나서 즉위식을 치르지 못해 10년 뒤 다이묘들의 성금을 기부받아서 그 돈으로 즉위식을 거행할 수 있었다.
3. ↑  다이묘로써 오우치 집안은 멸망했지만 오우치의 서류 집안 즉 오우치 모치모리(大内持盛)의 먼 후손으로 오와리 국(尾張国)으로 이주한 우시쿠 야마구치 씨(牛久山口氏)가 있어 에도 시대(江戸時代) 다이묘로써 우시쿠 번(牛久藩)의 번주로 막부 말기까지 존속하였다.
4. ↑  다자이후의 최고 장관인 다자이노소치(혹은 곤노소치)나 다자이노다이니가 다자이후 소속 현지 기구들에게 내리는 명령을 말한다.